# Lill-Hundtjärnen, Ångermanland
Lill-Hundtjärnen är en sjö i Sollefteå kommun i Ångermanland och ingår i Ångermanälvens huvudavrinningsområde.